# Harold Camping
Harold Egbert Camping (Boulder, 19 de julho de 1921 — Alameda, 15 de dezembro de 2013) foi um apresentador de rádio e televisão dos Estados Unidos, famoso por suas interpretações sua voz diferenciada. É proprietário e presidente da Family Stations, Inc., uma rede de rádios, principalmente em frequência modulada, protestantes. Era graduado em engenharia civil com bacharelado em ciência pela Universidade da Califórnia em Berkeley.
Sua mais recente "profecia" dizia que o mundo acabaria em 21 de maio de 2011, o que, obviamente, não aconteceu. Diversos sites pediram que ele se arrependesse publicamente do seu ato.
Harold pediu paciência aos fiéis e admitiu um erro de cálculo devido aos problemas que vinha passando, a data exata do fim do mundo segundo Harold Camping seria 21 de outubro de 2011.
Em 2012, Camping se desculpou publicamente por seu palpite “incorreto e pecaminoso”, conforme classificou na ocasião, e disse que cometeu um erro de cálculo. “Não sou um gênio. Rezo o tempo todo por sabedoria”, alegou. Após o caso, porém, ele anunciou que não divulgaria novas previsões.
Por suas previsões apocalípticas não se concretizarem, Harold Camping finalmente se aposenta e não lidera mais a sua rádio evangelista chamada Family Radio.
Camping faleceu em 15 de Dezembro de 2013, como resultado de complicações devido a uma queda em sua casa duas semanas antes. Sua morte foi confirmada por um funcionário da Family Radio Network.

## Controvérsias
- Em 1992 publicou um livro chamado 1994? (com interrogação) levantando a possibilidade de que Jesus voltaria em setembro desse ano.
- Sua pregação mais recente, afirmou ter feito um estudo bíblico que o fez acreditar que o mundo acabaria em 21 de maio de 2011. O que mostrou com a chegada da data ser um engano.
- Depois do "erro de cálculo", ele adiou sua previsão para 21 de outubro de 2011, que também não se concretizou. Devido ao seu erro de cálculo, Camping ganhou o prêmio igNobel de matemática junto com outros profetas do fim do Mundo que erraram suas previsões, por "ensinar ao mundo que devemos ser cuidadosos ao fazer suposições e cálculos matemáticos".